# María José García Borge
María José García Borge (Madrid, 9 de novembre de 1956) és una física nuclear espanyola que exerceix com a professora de recerca de l'Institut d'Estructura de la Matèria del CSIC (Consell Superior de Recerques Científiques), a més de ser la directora científica de la instal·lació ISOLDE (Separador d'Isòtops en Línia) de l'Organització Europea per a la Recerca Nuclear, el CERN de Ginebra (Suïssa), des de l'any 2012.

## Biografia
María José García Borge va néixer a Madrid el 9 de novembre de 1956, filla de José García Prol i Esther Borge Rodríguez. Va estudiar Grau en Física a la Universitat Complutense de Madrid acabant l'any 1978. Es va doctorar en Filosofia en Física, l'any 1982, per la mateixa Universitat Complutense, Madrid.
Durant els anys 1981-1983 va exercir el càrrec de professora ajudant de la Universitat Complutense de Madrid; entre 1983 i 1985 va ser professora adjunta i entre 1982 i 1983 va estar d'investigadora postdoctoral de la Universitat d'Arizona, Tucson.
També és investigadora del CSIC i a partir del 2012 i per a un període de quatre anys va ser triada Directora Científica de ISOLDE.